# Thomas Coe
Thomas Coe (ur. 3 listopada 1873 w Manchesterze, zm. 26 października 1942 tamże) – brytyjski olimpijczyk, zdobywca złotego medalu w piłce wodnej z drużyną Osborne Swimming Club of Manchester podczas Letnich Igrzysk Olimpijskich 1900 w Paryżu.